# Rosman
Rosman – miasto w Stanach Zjednoczonych, w stanie Karolina Północna, w hrabstwie Transylvania.